# Augicourt
Augicourt település Franciaországban, Haute-Saône megyében. Lakosainak száma 171 fő (2022. január 1.). Augicourt Gevigney-et-Mercey, Arbecey, Bougey, Lambrey, Oigney és Semmadon községekkel határos.

## Népesség
A település népességének változása:
| Lakosok száma | 156  | 169  | 181  | 177  | 178  | 177  | 175  | 173  | 171  |
|               | 2013 | 2015 | 2016 | 2017 | 2018 | 2019 | 2020 | 2021 | 2022 |